# Алі Динар
Алі Динар (*араб. علي دينار; нар. 1856 — 6 листопада 1916) — останній султан Дарфуру в 1898—1916 роках.

## Життєпис
Походив з династії Кейра. Син Закарії та онук султана Мухаммада аль-Фадла. Народився 1856 року. Народився в селі Аль Шавая, на захід від Няли. Виховувався в дуже релігійній родині. 1874 року після захоплення єгиптянами султанату разом з родиною вивезено до Каїру. 1888 року прибув до Дарфуру, де намісникром був його стриєчний брат Абул-Хайрат. Підтримав повстання того проти махдістів у 1890 році. після його придушення 1891 року підкорився Махдійській державі.
Потім рушив до Обдурману, де поступив на службу до махдійського халіфа Абдаллаха ібн ас-Саїда. Здійснив декілька подорожів до Мекки, де куди привіз подарунки від халіфа. Брав участьу придушенні руху Аль-Джалія. 1898 року повернувся до Дарфуру, де отримав призначення намісником.
1898 року після знищення британцями Махдійської держави в Судані оголосив себе султаном Дарфуру. Втім вимушен був визнати зверхність Великої Британії. Невдовзі втрутився у боротьбу за трон в султанаті Вадай, де підтримував Ахмада Абу аль-Газалі, що 1900 року здобув трон. Але його 1901 року повалено небожем Мухаммадом.
Намагався маневрувати між Францією та Великою Британією. Втім тривалий час вимушен був боротися з претентом на трон — Саніном Хусейном, якого було переможено лише 1908 року. У 1910 році надав допомогу Мухаммаду, колаку Вадаї, якого було повалено французькими загонами. Разом з тим намагався використати ситуацію задля розширенні кордонів Дарфуру. Тому особисто втрутився у війну Вадаї з Францією, але 7 квітня 1910 року зазнав поразки. 1911 року французи повністю підкорили Вадаї. 1912 року розділив з Францією невеличку державу Дар Масаліт, отримавши 2/3 її.
З початком Першої світової війни став активно приймати посланців османського уряду, що виступали від імені халіфа. Водночас постійні конфлікти з французами, яких султан підозрював у змові проти себе, налаштували Алі Динара проти Антанти.
1915 року підбурений турками та сподіваючи здобути незалежність від британців, Алі Динар 1915 року підняв повстання. Натомість отримав допомогу від загонів тарикату Сенуссі, що розташоувався на північний захід від Дарфура.
Внутрішня політика Динара викликала хвилювання серед арабської частини населення, котра в цілому була налаштована проти нього, або, як у разі племені різейгат з південно-західного Дарфура, ставлення якого було «відкрито ворожим». До грудня справи погіршилися до такого стану, що невеликий підрозділ єгипетського верблюжого корпусу був направлений для захисту торгівлі у Нахуді] і метою попередження передбачуваного наступу Динара проти племені різейгат. Крім цього, Динар протистояв розгортанню загону верблюжого корпусу, переводячи свої особисті війська — 40 кіннотників і 90 піхотинців — для посилення Джебель-ель-Хелли. Однак до тої пори англійці вважали, що він готується до вторгнення до Судану.
Британський командував у Судані Реджинальд Вінгейт організував збір військ чисельністю майже 2000 людей; під командуванням підполковника Філіпа Джеймса Ванделера Келлі[en] ці сили вступили на територію Дарфура у березні 1916 року і завдали армії Алі Динара рішучої поразки у битві при Берингії, у травні захопивши столицю Дарфура — Ель-Фашир. Алі Динар до того моменту вже ховався у горах, і його спроби домовитися про капітуляцію були врешті-решт зірвані англійцями. Коли його місцезнахождення стало відоме, туди було направлено невеликий військовий загін, і у підсумку султан був убитий в бою в листопаді 1916 року. Дарфурський султанат було приєднано до Англо-Єгипетського Судану.